# Kecamatan Sakra Timur
Kecamatan Sakra Timur är ett distrikt i Indonesien.   Det ligger i provinsen Nusa Tenggara Barat, i den sydvästra delen av landet, 1 100 km öster om huvudstaden Jakarta. Kecamatan Sakra Timur ligger på ön Lombok Island.